# Universo Online
Universo Online (UOL) est un fournisseur d'accès à internet brésilien. C'est le plus gros fournisseur d'accès à internet d'Amérique latine, et son portail est le plus important portail lusophone du monde.